# Nikola Selaković
Nikola Selaković (en serbe cyrillique : Никола Селаковић ; né le 30 avril 1983 à Užice) est un juriste et un homme politique serbe. Il est membre du Parti progressiste serbe (SNS). 
Le 27 juillet 2012, il est élu ministre de la Justice et de l'Administration publique dans le gouvernement d'Ivica Dačić ; le 2 septembre 2013, il est reconduit dans ses fonctions. Le 27 avril 2014, il est à nouveau élu ministre de la Justice dans le gouvernement d'Aleksandar Vučić jusqu'au 11 août 2016.
Le 28 octobre 2020, il est nommé ministre des Affaires étrangères dans le second gouvernement Brnabić.

## Études et carrière professionnelle
Nikola Selaković naît le 30 avril 1983 à Užice. Il étudie à la Faculté de droit de l'université de Belgrade, où il obtient une licence et un master puis, en 2010, il s'y inscrit pour effectuer des études doctorales. Pendant ses études, il remporte trois fois le concours de rhétorique organisé par la faculté. À partir de 2003, au sein de la faculté, il est membre puis secrétaire du Club des amateurs de droit antique et romain « Forum Romanum ».
Il participe avec une équipe d'étudiants à la Philip C. Jessup International Law Moot Court Competition et, en 2007, il remporte le premier prix de la Fondation Alan Votson pour son projet « Le Code de Dušan et les transcriptions du droit »,.
De 2005 à 2009, il travaille pour le rectorat de l'université de Belgrade et, en 2009, il est chargé de cours à la Faculté de droit, où il enseigne le droit comparé et l'« histoire nationale des rapports entre l'État et le droit » ; en 2010, il est nommé assistant en histoire du droit.

## Parcours politique
Nikola Selaković entre au Parti progressiste serbe (SNS) de Tomislav Nikolić dès sa création en 2008. Il devient membre du comité central, membre du conseil exécutif et président du Conseil juridique du parti et, en septembre 2012, il est élu membre de la présidence du SNS.
Aux élections législatives du 6 mai 2012, Nikola Selaković figure sur la liste de la coalition « Donnons de l'élan à la Serbie », emmenée par Nikolić. L'alliance obtient 24,04 % des suffrages et envoie 73 députés à l'Assemblée nationale de la république de Serbie. Le 27 juillet, Selaković est élu ministre de la Justice et de l'Administration publique dans le gouvernement d'Ivica Dačić soutenu par le nouveau président Nikolić,.
En tant que ministre, il devient membre permanent du Conseil supérieur de la magistrature (en serbe : Visoki savet sudstva) et membre du Conseil d'État des procureurs (Državno veće tužilaca),.
Après la crise gouvernementale de l'été 2013, le 2 septembre 2013, Nikola Selaković est reconduit dans ses fonctions ministérielles dans le gouvernement Dačić remanié,.
Malgré ce remaniement, le 29 janvier 2014, le président Nikolić, à l'instigation d'Aleksandar Vučić, premier vice-président du gouvernement Dačić et président du SNS, dissout l'Assemblée et convoque des élections législatives anticipées pour le 16 mars,. La liste menée par Vučić, nommée « Un avenir dans lequel nous croyons » (en serbe : Budućnost u koju verujemo), rassemble aussi le Parti social-démocrate de Serbie, Nouvelle Serbie, le Mouvement serbe du renouveau et le Mouvement des socialistes et elle remporte à elle seule 48,34 % des suffrages, obtenant ainsi 158 députés sur 250 à l'Assemblée nationale. Le 27 avril 2014, Vučić est élu par l'Assemblée président du gouvernement de la Serbie et Nikola Selaković redevient ministre de la Justice, tandis que l'Administration publique est rattachée au ministère dirigé par Kori Udovički,.

## Vie privée
Nikola Selaković parle anglais, français et italien.